# Stabat Mater (umetnost)
Stabat Mater (latinsko za 'Tu stoji mati') je značilnost Jezusovega križanja v umetnosti, v kateri je Devica Marija upodobljena pod križem med Kristusovim križanjem. V teh upodobitvah Devica Marija skoraj vedno stoji na desni strani telesa svojega sina Jezusa na križu, sveti Janez apostol pa levo. Ko žalostno Device vidimo omedlevati, je to razvidno le od poznega srednjeveškega obdobja naprej.
Stabat Mater je ena od treh splošnih umetniških predstav žalostne Device Marije, drugi dve sta Mater Dolorosa ('Žalostna Mati') in Pietà. V upodobitvah Stabat Mater je Devica Marija prikazana kot igralec in gledalec na prizorišču, mistični simbol vere v Križanega Odrešenika, sočasna idealna figura Kristusove matere in poosebljene Cerkve. Upodobitve po navadi odražajo prve tri vrstice pesmi Stabat Mater:
»Mati žalostna je stala,

zraven križa se jokala, 

ko na njem je visel Sin«
Koncept je prisoten tudi v drugih izvedbah, npr. Čudodelna medalja in bolj splošen Marijin križ. 
Čudodelna medalja svete Katarine Labouré v 19. stoletju vsebuje črko M, ki predstavlja Devico Marijo pod križem.
Marijin križ je uporabljen tudi v grbu papeža Janeza Pavla II., o katerem je vatikanski časopis L'Osservatore Romano iz leta 1978 izjavil: »velika in mogočna črka M spominja na prisotnost Madone pod križem in njo izjemna udeležba v Odrešitvi«.

## Galerija
- Gentile da Fabriano, c. 1400–1410
- Rogier van der Weyden, c. 1460
- Perugino, c. 1482
- Noël Quillerier, Oratorio della Nunziatella, Foligno, Italija, 1625–1626
- Gabriel Wuger, 1868
- Evgraf Semenović Sorokin, 1873